# М151
М151 MUTT е лек американски военно-транспортен камион/джип.
Той е най-широко използваният в американската армия, държан в експлоатация в някои военни части и до днес. Причини за това са лесното му производство и компактният дизайн. Днес почти изцяло е заменен от по-модерния HMMWV, по-познат като Хъмви.

## История и описание
През 1951 година „Форд“ получава поръчка за разработването на нов камион 4х4. Новата машина получава работното название „Военно-транспортен тактически камион“ (на английски – Military Utility Tactical Truck, съкр. MUTT – на български „псе“). М151 заменя известните Уилис М38 от Втората световна и Корейската война. В началото М151 е бил доставян без допълнително оборудване. Допълнителното такова най-често е включвало антена за VHF-радио. Новост при М151 е сниженият център на тежестта, както и по-голямото вътрешно пространство. Екипажът на машината е 3 души + 1 шофьор. За разлика от по-ранните джипове, М151 няма подвижни мостове, а използва пружинно окачване за всяко колело. Това подобрява проходимостта и удобството при пресечен терен. М38 е бил създаден по време на Втората световна война, когато времето за нови разработки е било ограничено и техническите проблеми при машините са били много. М151 е създаден след края на войната и създателите му спокойно са изчислили възможните проблеми, в което се крие и преимуществото на джипа. Поправките са възможни с помощта на съвсем прост комплект от инструменти, като отвертка, изолирбанд, кабели и т.н. Първото истинско изпитание за М151 е Войната във Виетнам, където той се доказва като надеждна бойна машина. Достатъчно малък, за да бъде транспортиран със самолет или вертолет, но същевременно достатъчно проходим, за да прекосява виетнамската джунгла. Въпреки това М151 не е продаван за граждански цели заради серия от неочаквани инциденти в първите тестове на цивилни магистрали. Проблем е представлявала тенденцията джипът да се преобръща при завой с висока скорост.

## Употреба
М151 е основният транспортен джип на американските войници и морски пехотинци във Виетнам, и е бил използван дори във войната в Косово през 1999. Малко бройки и до днес са на въоръжение с американските морски пехотинци. Изнасян е за 15 страни от НАТО, а днес се използва в над 100 държави по целия свят. Произведени са над 100 000 машини в периода 1959 – 1982.

## Варианти
- М151 – базов модел от 1960. Проблематично е било пружинното окачване. Комбинирано с леката конструкция на джипа, при високи скорости е възможно преобръщане на машината при завой.
  - М718 – фронтова линейка.
- М151А1 – леко подобрен вариант от 1964, с модифицирано задно окачване за по-големи товари, добавени мигачи. Проблемите с преобръщането обаче остават.
  - М151А1С – въоръжен със 105-мм безоткатно оръдие на стойка. Джипът носи 6 снаряда и кутия с инструменти. Екипажът е двама + шофьор. Максималният обсег на машината е 442 км без презареждане.
  - М151А1D – M151A1C с тактически ядрени боеприпаси „Дейви Крокет“.
  - М718А1 – фронтова линейка.
- М151А2 – значително подобрен вариант от 1970. Проблемите с безопасността са преодоляни, ново окачване и други малки подобрения, по-големи фарове с възможност за затъмнители.
  - М151А2 FAV – въоръжен картечен вариант за морските пехотинци.
  - М151А2 TOW – въоръжен с противотанкова ракета TOW.
- М825 – въоръжен с безоткатно оръдие М40.
- М1051 – вариант за противопожарна борба.
- MRC108 – вариант за фронтови въздушен контрол с допълнително комуникационно оборудване.